# Pipers generalplan för Haga lustpark
Generalplan för Hagaparken eller General-Plan af Gamla och nya Haga Lustpark var Fredrik Magnus Pipers gestaltningsplan från år 1781  för Hagaparken i Solna socken.
Området vid Brunnsvikens södra stränder var i början av 1700-talet ett lantligt, naturskönt område. Här fanns flera utvärdshus som Kräftriket och Stallmästaregården. Den blivande lustparken hade också ett värdshus, som låg i Gamla Haga. Kronprins Gustav (senare Gustav III) hyrde Haga gård (Gamla Haga) över sommaren 1767 och fyra år senare köpte den nyblivna kungen gården.

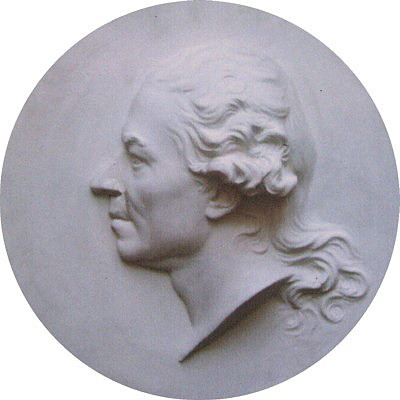
Fredrik Magnus Piper

Gustav III hade fostrats och utbildats i upplysningens ideal. Att leva nära naturen låg i tiden och ett möte mellan honom och naturfilosofen Jean-Jacques Rousseau i Paris 1771 skattade kungen särskild högt. Det sägs även att Gustav III under 1770-talets första år ha "promenerad fram" lösningar på sina politiska frågor.
Gustav III:s ursprungliga plan var att anlägga en mindre engelsk park vid Haga och åren 1771–1780 byggdes en enkel park med promenadvägar på Brunnsvikens tre holmar.
År 1780 anlitade Gustav III Fredrik Magnus Piper, som hade blivit kungens parkarkitekt för gestaltning av Haga-området. Fredrik Magnus Piper var en av sin tids främste landskapsarkitekt och den förste utbildade trädgårdsarkitekten i Sverige. Under åtta år mellan 1773 och 1780 fick han sin utbildning i Frankrike, Italien och England. I England arbetade han en tid hos den svensk-brittiske arkitekten Sir William Chambers, skaparen av Kew Gardens i västra London.
År 1781 presenterade Piper sin General-Plan af Gamla och nya Haga Lustpark där han skapade en engelsk park med förslag till byggnader av olika typ. Hans förslag till gestaltning av Brunnsvikens sydvästra del var en lustpark med många intressanta inslag av stora och små byggnader. Det blev något som vi idag skulle kalla en upplevelsepark, dock inte för allmänheten utan exklusivt för kungen och hans närmaste. 

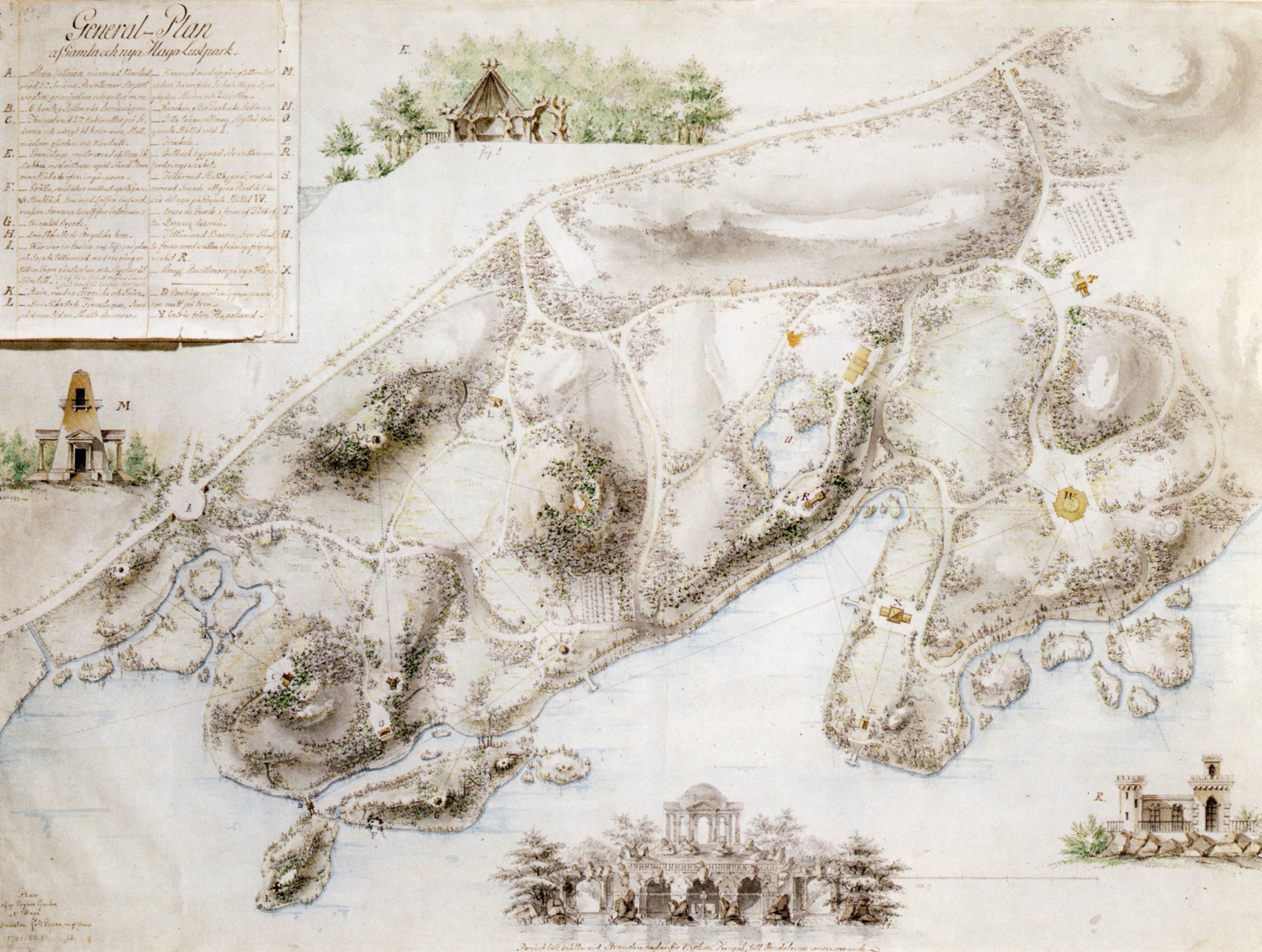
"General-Plan af Gamla och nya Haga Lustpark" (ritningsbeskrivning se nedan). Norr är till höger.

Parken dominerades av några befintliga och planerade större byggnadsverk, såsom Gamla Haga, Gustav III:s paviljong ("Stenhuset"), Övre Haga, Stora stallet och det påbörjade, men aldrig fullbordade Stora Haga slott. Därtill föreslog Piper en mängd mindre byggnader och anläggningar som var delvis rena utsmyckningar till kungens glädje och naturintresse. Där fanns bland annat en anlagd sjö, en vattengrotta, en nybyggd ruin, en utsiktspyramid, ett eremitage, en kinesisk pagod, ett båthus för kungens gondoler samt flera broar, tempel och lusthus. Det nya var, i motsats till tidigare strama, symmetriska barockträdgårdar att skapa en "naturlig" miljö. Det åstadkoms genom slingrande vägar som tog besökaren förbi bersåer, buskage, stora träd och mjukt formade gräsmattor, så kallade pelouserna (franska för gräsmattor). Som kontrast fanns orörda skogspartier och halvöppna hagar.
Närhet till vatten, i detta fall Brunnsviken, var också ett betydelsefullt inslag. Här ritade Piper konstgjorda kanaler och öar som förbands med broar och som inbjöd till promenad och vila. Enligt Piper skulle parken blir "Ett arbete... [som] bör likna den vackra naturen, att den bästa kännare ej ens finner spåren till den därstädes nedlagda konsten och despensen."
En viktig roll för placeringen av nya byggnader spelade så kallade syftlinjer eller siktaxlar som Piper redovisade i planen. Meningen var att efter lövfällningen skulle vackra byggnaderna fånga ögonens och betraktarens intresse. Under vinterhalvåret kunde man från Turkiska kiosken (litt. N på planen) och Gamla Haga se Kinesiska paviljongen (litt. G på planen). Amor och Psyketemplet (litt. Z på planen) anordnades i mittaxeln öster om Gustav III:s paviljong (litt. X på planen). En dominant placering fick det planerade lustslottet, Stora Haga slott (litt. W på planen) med fem syftlinjer, en av dem till det planerade Stora stallet, vars fasad mot slottet skulle "dekoreras" för att utgöra en Point de vue (utsiktspunkt). En annan siktaxel gick ända ner till Stockholms slott, en sträcka på knappt fem kilometer. Den fria sikten skulle möjliggöras genom anläggandet av en så kallad Chaussée (franska för "stensatt gata") från Gustav Adolfs torg till Brunnsviken.
Denna siktkontakt mellan Stockholms slott och Hagaparken blev aldrig verklighet, men diskuterades upprepade gånger under 1800- och 1900-talen och fanns fram till 1942 i Stadsplanekontorets förslag till "Stadsplan för Nedre Norrmalm". Nuvarande Sveavägen utgör en del av denna tilltänkta axel.
Enligt planens förklaringar beskrivs följande byggnadsverk och anläggningar:

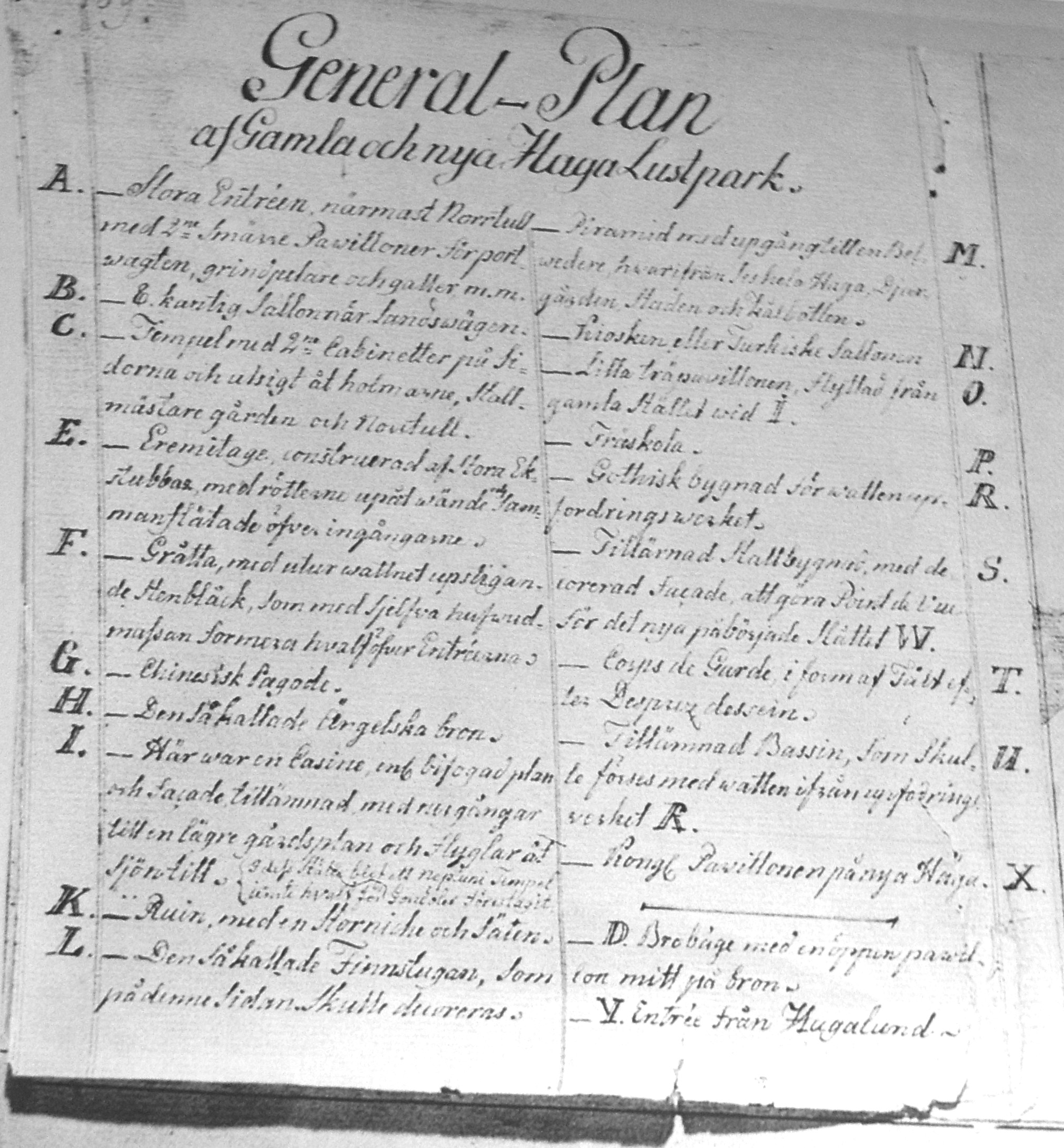
Pipers ritningsbeskrivning

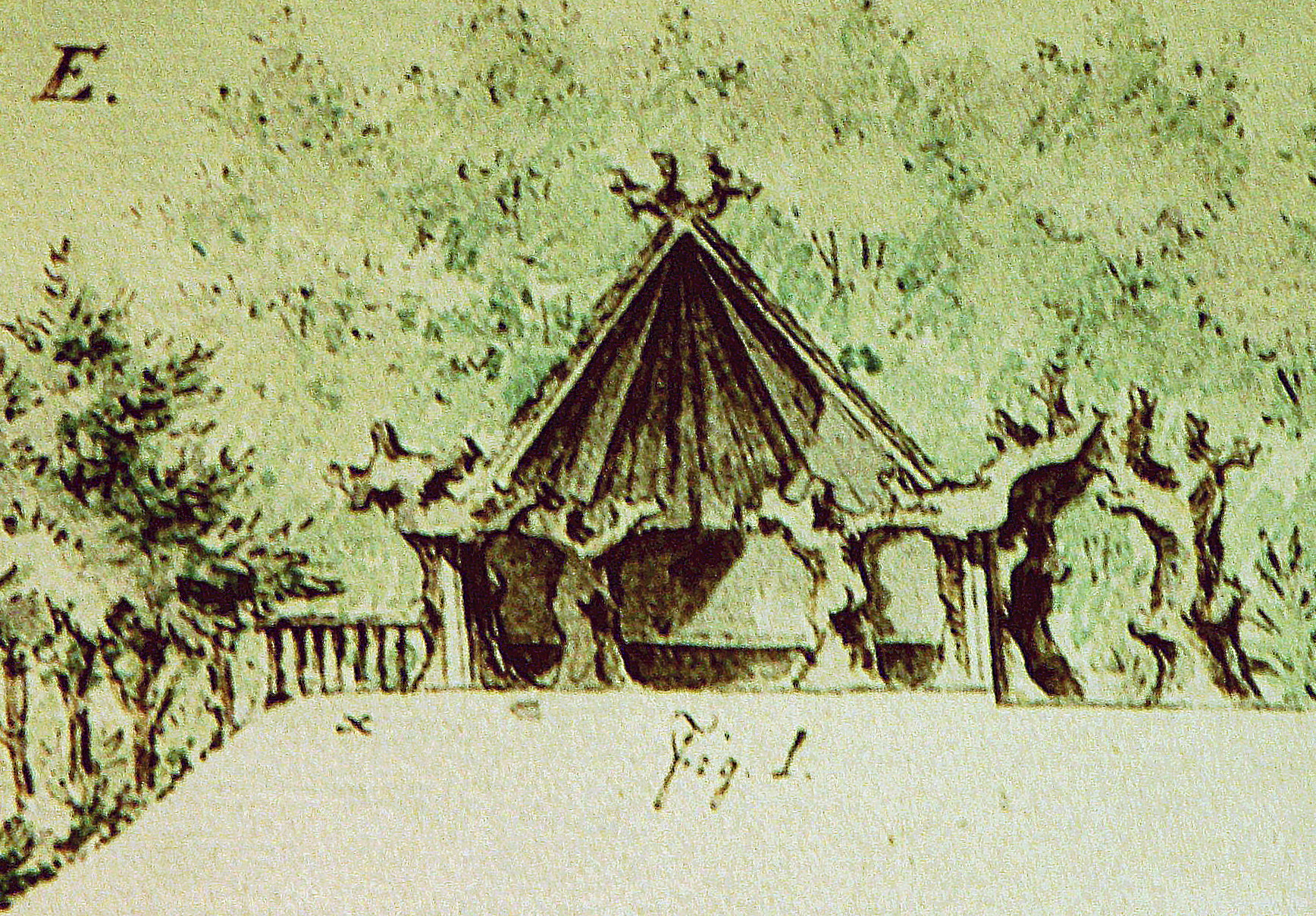
Hagaparkens eremitage

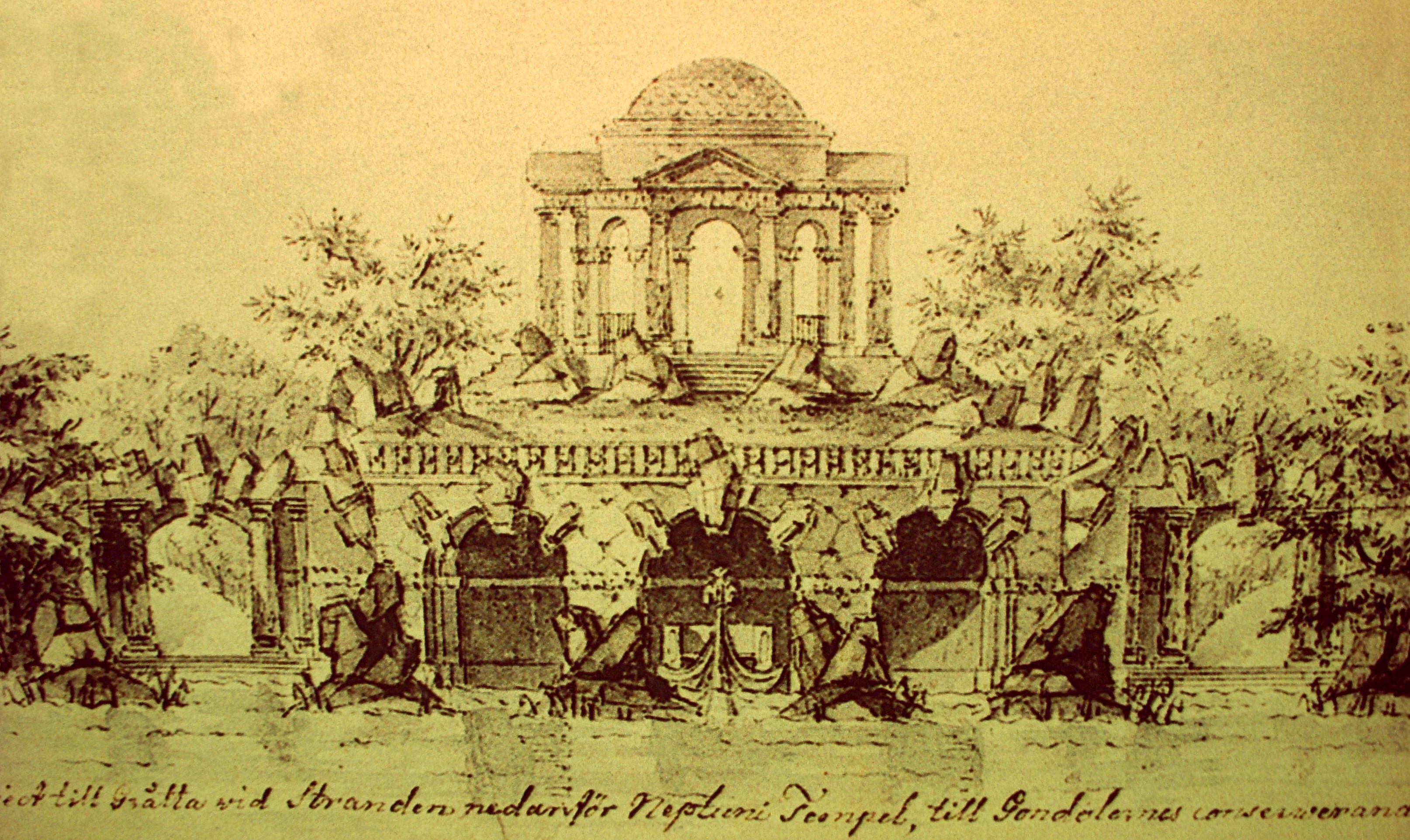
Neptuni tempel och gondolgrottan

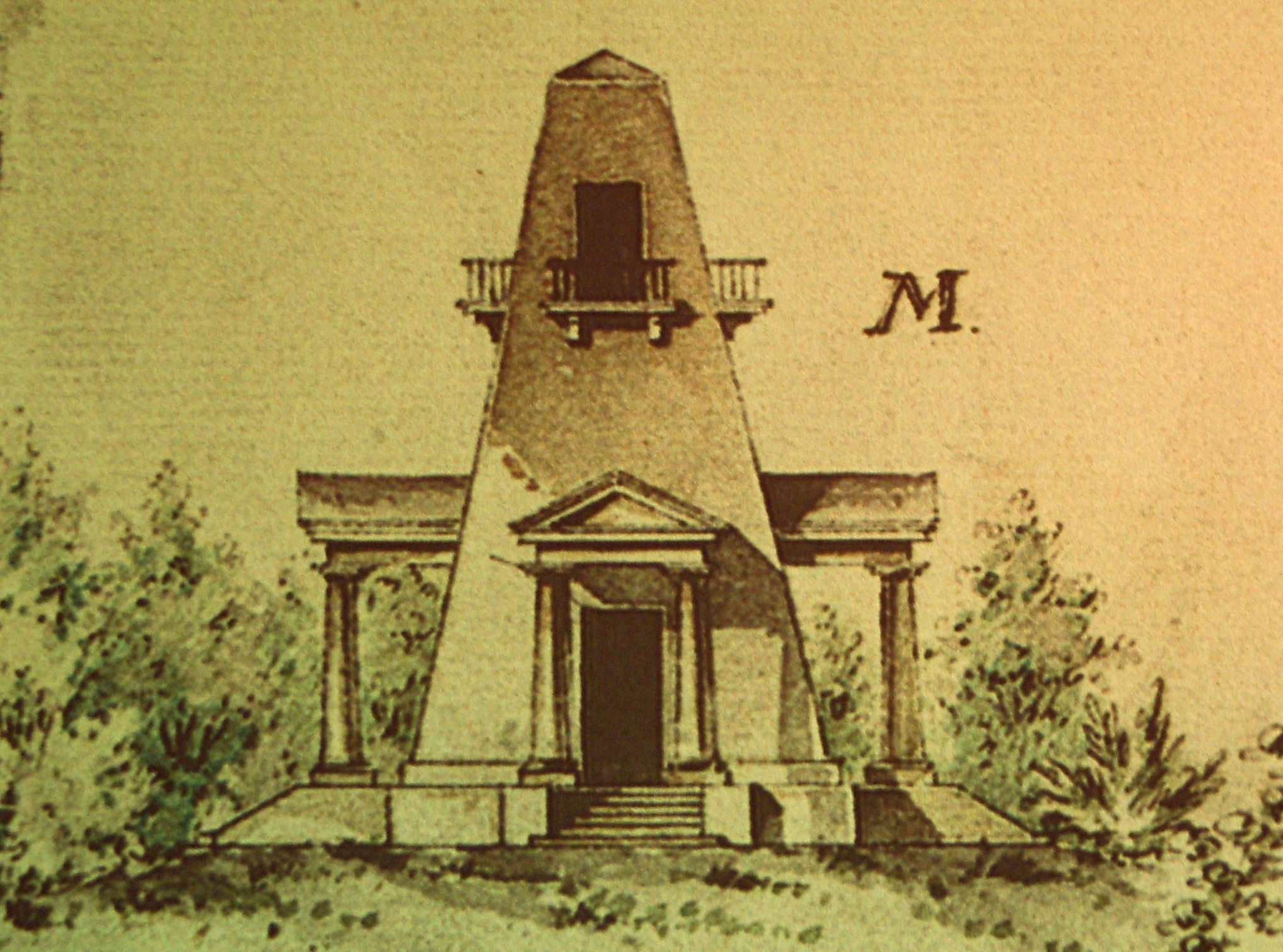
Hagaparkens utsiktspyramid

A. - Stora Entréen, närmast Norrtull med 2:ne Smärre Pawilloner för portwagten, grindpelare och galler m.m. (Haga södra grindar) 

B. - 8. kantig Sallon när Landswägen. 

C. - Tempel med 2:ne Cabinetter på Sidorna och utsigt åt holmarne, Stallmästare gården och Norrtull. 

E. - Eremitage, construerad af Stora Ekstubbar, med rötterne upåt wände och Sammanflätade öfwer ingångarne. (Hagaparkens eremitage)

F. - Gråtta, med utur wattnet upstigande Stenblåck, som med sjelfwa hufwudmassan formera hvalf öfver Entréerna. 

G. - Chinesisk Pagode. (Kinesiska paviljongen) 

H. - Den så kallade Ängelska bron. 

I. - Här war en Casino, enl bifogad plan och Façade tillämnad med nergångar till en lägre gårdsplan och flyglar åt sjön till.
 {I dess ställe blev ett Neptuni Tempel jemte hvalf för Gondoler föreslagit. (Neptuni tempel och gondolgrottan)

K. - Ruin, med en Korniche och Säten. 

L. - Den så kallade Finnstugan, som på denna sidan skulle decoreras. (Finnstugorna) 

M. - Piramid med uppgång till en Belwedere, hwarifrån ses hela Haga, Djurgården, Staden och Kålbotten. (Hagaparkens utsiktspyramid) 

N. - Kiosken eller Turkiske Sallonen. (Turkiska kiosken) 

O. - Lilla träpavillonen, flyttad från gamla stället wid I. 

P. - Träskola. 

R. - Gothisk bygnad för wattenupfordringswerket. (Grottan) 

S. - Tillärnad Stallbygnad, med decorerad Façade, att göra Point de Vue för det nya påbörjade Slåttet W. (Stora stallet) 

T. - Corps de Garde i form af Tält efter Desprez dessein. (Koppartälten) 

U. - Tillämnad Bassin, som skulle förses med watten ifrån upfodringswerket R. (Grottan) 

X. - Kongl. Pawillonen på nya Haga. (Gustav III:s paviljong) 

---

D. -  Brobåge med en öppen pawillon mitt på bron. 

V. - Entrée från Hagalund. (Haga norra grindar) 

Övriga littera enligt planen avser:

W. - Nya slottsbyggnaden (Stora Haga slott) 

Z. - Amor och Psyketemplet. (Ekotemplet finns inte med på Pipers plan.)
Terrängen modellerades om för att skapa mjuka övergångar, nya vägar anlades och öppna gräsytor. Det som ser "naturligt" ut idag är resultatet av omfattande schakt- och jordförflyttningsarbeten. Parken fick även två egna plantskolor. 1785 tog Johan Christian Ackermann över ledarskapet för Hagaparkens fortsatta anläggningsarbeten. 1787–1790 arbetade man med kanaler och holmar och fram till år 1800 planterades 26 000 träd.
Hagaparken blev aldrig fullbordat så som Piper hade tänkt sig och den enda byggnaden som uppfördes efter hans ritningar var Turkiska kiosken. Det berodde på att kungen ständig ändrade såväl planer som arkitekter. Fram till 1785 hade Piper fungerat såväl som konstnärligt ansvarig och arbetsledare för Hagaparken. Därefter tog Louis Jean Desprez mer och mer ansvar för byggnader och Johan Christian Ackermann för parken, medan Pipers roll blev oklar. Piper fortsatte att leverera utkast och planer, men mycket lite kom till utförande. Av bevarade brev och ritningar framgår att Gustav III efter det ryska kriget alltmer lade sig i parkens utformning. Den stora pelousen var huvudsakligen Pipers idé även om den kom att detaljutföras av andra och efter mordet på Gustav III avstannade i princip samtliga arbeten.
| Generalplanen i delförstoring. Till vänster den södra delen, till höger den norra delen |  | Generalplanen i delförstoring. Till vänster den södra delen, till höger den norra delen |
| Generalplanen i delförstoring. Till vänster den södra delen, till höger den norra delen |  |                                                                                         |

Landskapets karaktär förändrades 1863, då sänktes Brunnsvikens vattennivå med cirka 1,25 meter genom tillkomsten av en slussfri kanal till Lilla Värtan vid Ålkistan. Den pågående landhöjningen har ytterligare bidragit med cirka 1,0 meters höjning av området sedan 1780-talet.
Hagaparken är dock fortfarande en av Sveriges främsta exempel på en engelsk park och i ett sådant utsökt skick att British Garden Society i England utsett parken till det bästa exemplet i världen på en engelsk park. Haga förvaltas idag av Statens fastighetsverk och Kungliga Djurgårdens Förvaltning. 1935 blev Hagaparken statligt byggnadsminne och sedan 1994 ingår den i världens första nationalstadspark; Nationalstadsparken Stockholm-Solna.